# Paula Cândido
Paula Cândido är en kommun i Brasilien.   Den ligger i delstaten Minas Gerais, i den sydöstra delen av landet, 800 km sydost om huvudstaden Brasília. Antalet invånare är 9 269.
Omgivningarna runt Paula Cândido är huvudsakligen savann. Runt Paula Cândido är det ganska tätbefolkat, med 58 invånare per kvadratkilometer.